# Morti nel 1971/Gennaio
| Questa pagina contiene informazioni ricavate automaticamente dalle voci biografiche con l'ausilio del template Bio e di un bot. L'aggiornamento è periodico e automatico e ricostruisce completamente la pagina. Se manca una persona in questa lista, sei pregato di non aggiungerla, ma accertati piuttosto che la sua voce biografica contenga il template Bio e che i dati anagrafici siano correttamente compilati. Se il template Bio manca, inseriscilo tu stesso o, in alternativa, metti l'avviso {{tmp\|Bio}} che ne segnala la mancanza. Se i dati riportati sono sbagliati, correggi direttamente la voce biografica; le modifiche saranno visibili in questa lista entro pochi giorni. Per chiarimenti vedi il progetto biografie. La lista contiene solo le 95 persone che sono citate nell'enciclopedia e per le quali è stato implementato correttamente il template Bio. Pagina aggiornata al 3 mar 2024. |

- 1º gennaio - Mario Battaglini, rugbista a 15 e allenatore di rugby a 15 italiano (n. 1919)
- 1º gennaio - Werner Zahn, bobbista tedesco (n. 1890)
- 2 gennaio - Apollinarij Ivanovič Dudko, regista sovietico (n. 1909)
- 2 gennaio - Giovanni Battista Giorgini, imprenditore italiano (n. 1898)
- 2 gennaio - Usmar Ismail, regista, sceneggiatore e produttore cinematografico indonesiano (n. 1921)
- 2 gennaio - Willard Maas, regista e poeta statunitense (n. 1906)
- 2 gennaio - Edward Toms, velocista britannico (n. 1899)
- 2 gennaio - Jerzy Zarzycki, regista e sceneggiatore polacco (n. 1911)
- 3 gennaio - Norma Bruni, cantante italiana (n. 1913)
- 3 gennaio - Giuseppe Forlivesi, allenatore di calcio e calciatore italiano (n. 1894)
- 4 gennaio - Joseph Pletinckx, pallanuotista belga (n. 1888)
- 5 gennaio - Richard Gedlich, calciatore tedesco (n. 1900)
- 5 gennaio - Jean-Paul Mauric, cantante francese (n. 1933)
- 5 gennaio - Douglas Shearer, effettista canadese (n. 1899)
- 5 gennaio - Fanfulla, attore, comico e trasformista italiano (n. 1913)
- 6 gennaio - Antonio Chiri, militare e aviatore italiano (n. 1894)
- 6 gennaio - Arturo Codignola, giornalista italiano (n. 1893)
- 6 gennaio - Raffaello Delogu, storico dell'arte, storico dell'architettura e critico d'arte italiano (n. 1909)
- 6 gennaio - Elmer Flick, giocatore di baseball statunitense (n. 1876)
- 6 gennaio - Valerio Gravisi, allenatore di calcio e calciatore italiano (n. 1907)
- 8 gennaio - Charles Denny, pistard britannico (n. 1886)
- 8 gennaio - Adriano Lualdi, compositore, direttore d'orchestra e politico italiano (n. 1885)
- 9 gennaio - Manuel Fernández, calciatore e allenatore di calcio spagnolo (n. 1922)
- 9 gennaio - Otto Guggenberg, politico italiano (n. 1887)
- 9 gennaio - Fedele Piras, militare italiano (n. 1895)
- 10 gennaio - Coco Chanel, stilista francese (n. 1883)
- 10 gennaio - Ignazio Giunti, pilota automobilistico italiano (n. 1941)
- 11 gennaio - Zé Arigó,  brasiliano (n. 1918)
- 12 gennaio - Nerio Bernardi, attore italiano (n. 1899)
- 12 gennaio - André Fierens, calciatore belga (n. 1898)
- 12 gennaio - Onni Lappalainen, ginnasta finlandese (n. 1922)
- 12 gennaio - John Tovey, ammiraglio britannico (n. 1885)
- 12 gennaio - Arnold Ulitz, scrittore tedesco (n. 1888)
- 13 gennaio - Arthur Hruska, dentista e botanico austriaco (n. 1880)
- 13 gennaio - Heinz Lammerding, generale tedesco (n. 1905)
- 13 gennaio - Henri Tomasi, compositore e direttore d'orchestra francese (n. 1901)
- 14 gennaio - James Glenn Beall, politico statunitense (n. 1894)
- 14 gennaio - Bohumil Klenovec, calciatore cecoslovacco (n. 1912)
- 14 gennaio - Harry Neumann, direttore della fotografia statunitense (n. 1891)
- 14 gennaio - Antonio Sorice, generale e politico italiano (n. 1897)
- 15 gennaio - Félix Balyu, calciatore belga (n. 1891)
- 15 gennaio - John Dall, attore statunitense (n. 1920)
- 15 gennaio - John Lyons, hockeista su ghiaccio statunitense (n. 1900)
- 15 gennaio - Robert W. McNair, militare e aviatore canadese (n. 1919)
- 15 gennaio - Felice Soldini, calciatore svizzero (n. 1915)
- 16 gennaio - Antonio Bellotti, poliziotto italiano (n. 1952)
- 16 gennaio - Kermit Maynard, attore statunitense (n. 1897)
- 16 gennaio - Gaetano Pirrone, politico italiano (n. 1892)
- 16 gennaio - Philippe Thys, ciclista su strada, ciclocrossista e pistard belga (n. 1890)
- 17 gennaio - Lothar Rendulic, generale austriaco (n. 1887)
- 17 gennaio - Jacobo Arbenz Guzmán, politico e militare guatemalteco (n. 1913)
- 18 gennaio - Nora Stanton Blatch Barney, ingegnere e architetto inglese (n. 1883)
- 18 gennaio - Erik Almlöf, triplista svedese (n. 1891)
- 18 gennaio - Catherine Calvert, attrice statunitense (n. 1890)
- 18 gennaio - Virgil Finlay, disegnatore statunitense (n. 1914)
- 19 gennaio - Ross Cuthbert, hockeista su ghiaccio britannico (n. 1892)
- 19 gennaio - Ottorino Orlandini, partigiano e antifascista italiano (n. 1896)
- 19 gennaio - Liliana Tellini, attrice italiana (n. 1925)
- 20 gennaio - Gilbert M. Anderson, attore, sceneggiatore e regista statunitense (n. 1880)
- 20 gennaio - Antonio Bacci, cardinale, arcivescovo cattolico e latinista italiano (n. 1885)
- 20 gennaio - Jan Arnoldus Schouten, matematico olandese (n. 1883)
- 21 gennaio - Antonio Barolini, scrittore, poeta e giornalista italiano (n. 1910)
- 21 gennaio - Richard B. Russell, politico statunitense (n. 1897)
- 21 gennaio - Fred Tunstall, calciatore e allenatore di calcio inglese (n. 1897)
- 22 gennaio - Cesco Baseggio, attore italiano (n. 1897)
- 22 gennaio - Alfredo Signoretti, giornalista italiano (n. 1901)
- 23 gennaio - Remo Chiti, scrittore, giornalista e drammaturgo italiano (n. 1891)
- 23 gennaio - Árpád Hajós, calciatore e allenatore di calcio ungherese (n. 1902)
- 24 gennaio - Nino Bertoletti, pittore, illustratore e decoratore italiano (n. 1889)
- 24 gennaio - St. John Greer Ervine, drammaturgo, saggista e critico letterario irlandese (n. 1883)
- 24 gennaio - Bill W., attivista statunitense (n. 1895)
- 25 gennaio - Ousmane Baldé, economista e politico guineense
- 25 gennaio - Étienne Bausch, calciatore lussemburghese (n. 1901)
- 25 gennaio - Loffo Camara, politica guineana (n. 1925)
- 25 gennaio - Cesare Campioli, politico e imprenditore italiano (n. 1902)
- 25 gennaio - Hermann Hoth, generale e criminale di guerra tedesco (n. 1885)
- 25 gennaio - Isobel Lennart, sceneggiatrice statunitense (n. 1915)
- 26 gennaio - Luigi Bruno, imprenditore italiano (n. 1896)
- 26 gennaio - Umberto Klinger, aviatore, politico e imprenditore italiano (n. 1900)
- 26 gennaio - Arturo Presselli, calciatore italiano (n. 1919)
- 26 gennaio - Augusts Skiltriters, calciatore lettone (n. 1900)
- 27 gennaio - Fred Ewer, calciatore inglese (n. 1898)
- 27 gennaio - Piet Jan Willekens, missionario e vescovo cattolico olandese (n. 1881)
- 27 gennaio - Adelaide di Schaumburg-Lippe, principessa tedesca (n. 1875)
- 28 gennaio - Giulio Cacciandra, cavaliere italiano (n. 1884)
- 28 gennaio - Robert De Grasse, direttore della fotografia statunitense (n. 1900)
- 28 gennaio - Georges Van Parys, compositore francese (n. 1902)
- 28 gennaio - Václav Pilát, calciatore cecoslovacco (n. 1888)
- 28 gennaio - Donald Winnicott, pediatra e psicoanalista britannico (n. 1896)
- 29 gennaio - Arnaldo Feraboli, politico italiano (n. 1888)
- 29 gennaio - Tony Murena, fisarmonicista e compositore francese (n. 1915)
- 29 gennaio - Karl Pfeffer-Wildenbruch, generale tedesco (n. 1888)
- 30 gennaio - Vittorio Amicarelli, architetto italiano (n. 1907)
- 31 gennaio - Pietro De Francisci, giurista e politico italiano (n. 1883)
- 31 gennaio - Viktor Maksimovič Žirmunskij, critico letterario e filologo russo (n. 1891)